# The Montgomerie Maxx Royal
The Montgomerie Maxx Royal is een golfclub in Belek, Turkije.
Belek was al een populaire badplaats maar wordt steeds meer een perfecte oord voor golfvakanties. Er zijn ongeveer 12 golfclubs en -resorts. Dit is de tweede golfbaan die door Colin Montgomerie in Belek werd ontworpen. Zijn eerste ontwerp was voor de Montgomerie Papillon Golf Club in 2008. Inmiddels heeft Belek ook de National Golf Club en heeft Nick Faldo er een baan ontworpen, de Cornelia Faldo Course (27 holes). 

## De baan
Montgomerie ontwierp Maxx Royal in samenwerking met European Golf Design. De baan ligt op een terrein van 104ha, waar pijnboombossen zijn en stukken woestijnachtige grond. De baan heeft een par van 72 en een lengte van 6484 meter.

## Turks Open
Op de Maxx Royal wordt in 2013 het eerste Turks Open van de Europese Tour gespeeld. Dat toernooi maakt deel uit van de 'Final Swing' van het seizoen, hetgeen onder meer betekent dat en veel top-spelers zullen komen. 

Het hotel bij de Maxx Royal werd in 2011 geopend. Er is een aparte bar voor golfers.